# Liste de personnalités liées à Innsbruck
Ceci est une liste de personnalités d'Innsbruck.

## A
- Ludwig Adamovich (en) (1932), juriste et président de tribunal autrichien
- Otto Ampferer (1875 - 1947), géologue autrichien
- Helga Anders (1948 - 1986), actrice autrichienne

## B
- Franz Baumann (1892 - 1974), architecte autrichien
- Robert Bernardis (1908 - 1944), résistant autrichien
- Anton Bossi Fedrigotti (de) (1901 - 1990), auteur autrichien
- Florian Bramböck (de) (1959), compositeur et professeur autrichien
- Bert Breit (de) (1927 - 2004), compositeur, journaliste, cinéaste
- Hans Brenner (1938 - 1998), acteur autrichien
- Thomas Brezinka (de) (1961), chef d'orchestre, maître de conférences en musicologie.
- Josefine Brunner (1909-1943), résistante contre le nazisme, assassinée
- Hermann Buhl (1924 - 1957), alpiniste autrichien

## E
- Erich Eliskases (1913 - 1997), champion d'échecs argentin et autrichien.

## F
- Frédéric III du Saint-Empire (1415 - 1493), empereur romain germanique sous le nom de Frédéric III de 1452 à 1493.
- Wolfgang Fritz (de) (1947), écrivain autrichien
- Antoine-Ignace de Fugger-Glött (1711 - 1787), évêque  autrichien
- Felix Adam Joseph von Fugger-Glött (de) (1719 - 1770), chanoine et évêque

## G
- Christoph Grissemann (de) (1966), auteur satirique autrichien, animateur de radio et chansonnier.
- Karl Gruber (1909 - 1995), politicien et diplomate autrichien.

## H
- Leopold Pfaundler von Hadermur (1839 - 1920), physicien diplomate.
- Bertram Haid (de) (1964), dessinateur autrichien
- Otto Hofmann (1896 - 1932), chef des SS et chef de l'administration des colonies pendant la période du Troisième Reich.
- Alma Holgersen (1896-1976), écrivain autrichienne
- Judith Holzmeister (1920 - 2008), actrice autrichienne.

## J
- Kurt Jara (1950), footballeur et entraineur autrichien

## K
- Patricia Karg (1961), peintre et sculpteur autrichienne.
- Armin Kogler (1959), sauteur à ski autrichien.

## L
- Auguste Lechner (en) (1905 - 2000), écrivaine autrichienne et autrice de livres destinés aux jeunes.

## M
- Marguerite d'Autriche (1416 - 1486), princesse de la maison de Habsbourg.
- Balthasar Ferdinand Moll (en) (1717–1785), sculpteur autrichien.
- Thomas Müller (psychologue) (de) (1964), psychologue autrichien spécialisé dans le traitement des criminels.

## P
- Petrus Pavlicek (en) (1902–1982), franciscain autrichien et fondateur du "Rosenkranz-Sühnekreuzzugs um den Frieden in der Welt"
- Helmut Pechlaner (de) (1946), directeur du zoo Schönbrunn de Vienne.
- Theo Peer (de) (1930), pianiste autrichien, chansonnier et rédacteur à la radio ORF.
- Markus Prock (1964), lugeur autrichien.
- Ludwig Purtscheller (1849 - 1900), alpiniste, professeur.

## R
- Virgil Rainer (1871 - 1948), sculpteur autrichien
- Dagmar Rom (1928), skieuse autrichienne.

## S
- Irene S. (de) (1962), chanteuse, actrice et chansonnière.
- Herbert Salcher (de) (1929), homme politique et ministre autrichien.
- Barbara Schett (1976), tenniswoman.
- Helena Scheuberin (c. 1485), accusée de sorcellerie en 1485 et acquittée
- Helmut Schinagl (de) (1931–1998), auteur autrichien.
- Wenzel Scholz (en) (1787–1857), acteur autrichien.
- Helmuth Schönauer (de) (1953), auteur autrichien.
- Dietmar Schönherr (1926 - 2014), acteur.
- Carl-Heinz Schroth (de) (1902–1989), acteur, producteur et interprète autrichien.
- Christian Schwarz-Schilling (1930), homme politique allemand, ministre fédéral et député fédéral.
- Richard Seeber (1962), homme politique autrichien.
- Sigismond d'Autriche (1427 - 1496), prince de la maison de Habsbourg.
- Sigismond-François d'Autriche (1630 - 1665), archiduc qui fut archiduc d'Autriche antérieure et comte de Tyrol de 1662 à 1665.
- Uli Spieß (1955), ancien skieur alpin.
- Reinhold Stecher (1921 - 2013), évêque du diocèse d'Innsbruck.
- Ingrid Strobl (1952), révolutionnaire et écrivain.

## T
- Adam Tanner (1572-1632), spécialiste en théologie
- Heinz Tesar (de) (1939), architecte autrichien.
- Georg Totschnig (1971), coureur cycliste autrichien.

## W
- Helmut Wechselberger (1953), coureur cycliste autrichien.
- Mirjam Weichselbraun (1981), présentatrice de télévision autrichienne.
- Wendelin Weingartner (de) (1937), politicien autrichien, Landeshauptmann (gouverneur) du Tyrol.
- Kurt Weinzierl (de) (1931 - 2008), auteur autrichien.
- Armin Wolf (1966), présentateur de télévision autrichien.

## Z
- Hilde Zach (de) (1942 - 2011), politicienne autrichienne et maire d'Innsbruck.